# Polowanie (film 2012)
Polowanie (duń. Jagten) – duński dramat obyczajowy z 2012 roku w reżyserii Thomasa Vinterberga z główną rolą Madsa Mikkelsena.
Zdjęcia kręcono na wyspie Zelandia. Światowa premiera filmu nastąpiła 20 maja 2012 roku podczas 65. Międzynarodowego Festiwalu Filmowego w Cannes, gdzie obraz startował w Konkursie Głównym. Na tymże festiwalu, aktor Mads Mikkelsen otrzymał nagrodę dla najlepszego aktora.

## Fabuła
Małe duńskie miasteczko tuż przed okresem świątecznym. Kłamstwo małoletniej uczennicy rzuca cień podejrzenia o pedofilię na lokalnego nauczyciela.

## Obsada
- Mads Mikkelsen jako Lucas
- Thomas Bo Larsen jako Theo, przyjaciel Lucasa
- Alexandra Rapaport jako Nadja
- Annika Wedderkopp jako Klara
- Susse Wold jako Grethe
- Lars Ranthe jako Bruun
- Anne Louise Hassing jako Agnes
- Ole Dupont jako Adwokat

i inni

## Nagrody i nominacje
65. Międzynarodowy Festiwal Filmowy w Cannes
- nagroda: najlepszy aktor − Mads Mikkelsen
- nagroda: Nagroda Jury Ekumenicznego − Thomas Vinterberg
- nagroda: Vulcan dla artysty technicznego − Charlotte Bruus Christensen
- nominacja: Złota Palma − Thomas Vinterberg

86. ceremonia wręczenia Oscarów
- nominacja: najlepszy film nieanglojęzyczny − Thomas Vinterberg (Dania)

66. ceremonia wręczenia nagród Brytyjskiej Akademii Filmowej
- nominacja: najlepszy film nieanglojęzyczny − Thomas Vinterberg, Sisse Graum Jørgensen i Morten Kaufmann

25. ceremonia wręczenia Europejskich Nagród Filmowych
- nagroda: Najlepszy Europejski Scenarzysta − Thomas Vinterberg i Tobias Lindholm
- nominacja: Najlepszy Europejski Film − Thomas Vinterberg, Sisse Graum Jørgensen i Morten Kaufmann
- nominacja: Najlepszy Europejski Reżyser − Thomas Vinterberg
- nominacja: Najlepszy Europejski Aktor − Mads Mikkelsen
- nominacja: Najlepszy Europejski Montażysta − Janus Billeskov Jansen i Anne Østerud

18. ceremonia wręczenia Satelitów
- nominacja: najlepszy film zagraniczny (Dania)

71. ceremonia wręczenia Złotych Globów
- nominacja: najlepszy film nieanglojęzyczny (Dania)